# Jakub Kupecki
Jakub Marcin Kupecki (ur. 21 stycznia 1985 w Warszawie) – profesor nauk inżynieryjno-technicznych, specjalista w zakresie technologii wodorowych. Profesor w Instytucie Energetyki - Państwowym Instytucie Badawczym (IEN-PIB), dyrektor Centrum Technologii Wodorowych (CTH2) oraz  kierownik Zakładu Wysokotemperaturowych Procesów Elektrochemicznych (CPE), a w latach 2022–2025 dyrektor IEN – PIB.

## Życiorys
W 2008 roku ukończył studia inżynierskie na kierunku energetyka na Wydziale Mechanicznym Energetyki i Lotnictwa Politechniki Warszawskiej. W roku 2009 ukończył w studia magisterskie w RES - The School for Renewable Energy Science na Islandii, uzyskując dyplom Uniwersytetu Islandzkiego oraz Uniwersytetu w Akureyri, a następnie magistra inżyniera Politechniki Warszawskiej. W latach 2009-2010 przebywał jako doktorant a następnie jako visiting researcher w Królewskim Instytucie Technicznym (KTH) w Szwecji, zajmując się inżynierią, fizyką i termohydrauliką reaktorów jądrowych oraz analizami dotyczącymi zastosowania reaktorów wysokotemperaturowych chłodzonych gazem (HTGR). W roku 2013 w ramach programu Top 500 Innovators szkolił się w zakresie zarządzania zespołami badawczymi i komercjalizacji badań naukowych, uzyskując dyplom Haas School of Business University of California, Berkeley.
W 2014 roku na podstawie napisanej pod kierunkiem prof. Krzysztofa Badydy rozprawy pt. Analysis of Micro-Combined Heat and Power Unit with Solid Oxide Fuel Cells otrzymał na Wydziale Mechanicznym Energetyki i Lotnictwa Politechniki Warszawskiej stopień doktora nauk technicznych w dyscyplinie energetyka w specjalności ogniwa paliwowe. Na podstawie monografii pt. Wybrane zagadnienia modelowania matematycznego  stosów stałotlenkowych ogniw paliwowych podczas pracy w stanach nieustalonych uzyskał w 2019 r. na tymże wydziale stopień doktora habilitowanego nauk technicznych w dyscyplinie energetyka. W 2023 r. otrzymał tytuł profesora nauk inżynieryjno-technicznych w dyscyplinie inżynieria środowiska, górnictwo i energetyka.
Jest kierownikiem Zakładu Wysokotemperaturowych Procesów Elektrochemicznych (CPE). Od 2017 roku profesor wizytujący w National Fuel Cell Research Center, Uniwersytetu Kalifornijskiego w Irvine, USA. W latach 2017–2021 wiceprezes Polskiego Stowarzyszenia Wodoru i Ogniw Paliwowych.
W 2020 wszedł w skład Zespołu do Spraw Rozwoju Przemysłu Odnawialnych Źródeł Energii i Korzyści dla Polskiej Gospodarki powołanego przez Ministra Klimatu, jako odpowiedzialny za obszar Gospodarka Wodorowa.
We wrześniu 2022 został powołany na stanowisko dyrektora Instytutu Energetyki - Państwowego Instytutu Badawczego. 13 stycznia 2025 został odwołany z tego stanowiska. W czerwcu 2025 minister przemysłu Marzena Czarnecka zapowiedziała powołanie Jakuba Kupeckiego na dyrektora Narodowego Centrum Badań Jądrowych (od września tego samego roku).
W 2023 został odznaczony Srebrnym Krzyżem Zasługi.

## Dorobek naukowy
Specjalizuje się w wysokotemperaturowych procesach elektrochemicznych, w szczególności w modelowaniu numerycznym ogniw paliwowych SOFC i elektrolizerów SOE jako kluczowych komponentów układów power-to-X. Jako członek krajowych i międzynarodowych zespołów badawczych współtworzył instalacje z ogniwami paliwowymi oraz elektrolizerami, w tym pierwszą polską mikro-elektrociepłownię ze stałotlenkowymi ogniwami paliwowymi (SOFC). Jest autorem i współautorem ponad 300 publikacji i wystąpień konferencyjnych, 5 patentów i 2 zgłoszeń patentowych, w większości skomercjalizowanych. Laureat nagród za działalność naukową i badawczą, w tym: Nagrody Siemensa (2019), Nagrody Nernsta (2019), Young Scientist Award Hydrogen Europe Research (2018), laureat Stypendium dla Wybitnych Młodych Naukowców MNiSW, dwukrotny stypendysta Komisji Fulbrighta oraz stypendysta programu Bekkera Narodowej Agencji Wymiany Akademickiej (NAWA).

## Wybrane publikacje
- Kupecki J., Hercog J., Motyliński K., Malesa J., Muszyński D., Skrzypek E., Skrzypek M., Boettcher A., Tchorek G., Advancing production of hydrogen using nuclear cycles–integration of high temperature gas-cooled reactors (HTGR) with solid oxide electrolyzers (SOE), International Journal of Hydrogen Energy, 2024;53:48.
- Hercog J., Kupecki J., Świątkowski B., Kowalik P., Boettcher A., Malesa J., Skrzypek E., Skrzypek M., Muszyński D., Tchorek G., Advancing production of hydrogen using nuclear cycles-integration of high temperature gas-cooled reactors with thermochemical water splitting cycles, International Journal of Hydrogen Energy, 2024;52:1070-1083.
- Kupecki J., Niemczyk A., Jagielski S., Kluczowski R., Kosiorek M., Machaj K., Boosting solid oxide electrolyzer performance by fine tuning the microstructure of electrodes–Preliminary study, International Journal of Hydrogen Energy, 2023;48(68):26436-26445.
- Kupecki J. (ed.), Modeling, Design, Construction, and Operation of Power Generators with Solid Oxide Fuel Cells - From single cell to complete power system. Springer, 2018 ISBN 978-83-937928-5-6.
- Kupecki J., Mastropasqua L., Motylinski K., Ferrero D., Multi-level modeling of solid oxide electrolysis [in] Solid Oxide-Based Electrochemical Devices - Advances, Smart Materials and Future Energy Applications edited by Massimiliano Lo Faro (Ed.) (1st Edition), Elsevier, 2020 ISBN 978-0-12-818285-7.
- Chmielewski A., Kupecki J., Szablowski L., Fijalkowski K.J., Zawieska J., Bogdzinski K., Kulik O., Adamczewski T., Currently available and future methods of energy storage, WWF Poland, 2020 ISBN 978-83-60757-56-7.
- Kupecki J., Motylinski K., Jagielski S., Wierzbicki M., Brouwer J., Naumovich Y., Skrzypkiewicz M., Energy analysis of a 10 kW-class power-to-gas system based on a solid oxide electrolyzer (SOE), Energy Conversion and Management, 2019(199):111934.
- Kupecki J., Kluczowski R., Papurello D., Lanzini A., Kawalec M., Krauz M., Santarelli M., Characterization of a circular 80 mm anode supported solid oxide fuel cell (AS-SOFC) with anode support produced using high-pressure injection molding (HPIM), International Journal of Hydrogen Energy 2019;44(35):19405-19411.
- Kupecki J., Papurello D., Lanzini A., Naumovich Y., Motylinski K., Blesznowski M., Santarelli M., Numerical model of planar anode supported solid oxide fuel cell fed with fuel containing H2S operated in direct internal reforming mode (DIR-SOFC), Applied Energy 2018;230:1573-1584.
- Kupecki J., Motylinski K., Milewski J., Dynamic analysis of direct internal reforming in a SOFC stack with electrolyte-supported cells using a quasi-1D model, Applied Energy 2018:227:198-205.

## Inne zainteresowania
Aktywnie uczestniczy w wyprawach polarnych. Na swoim koncie ma samodzielne i zespołowe zimowe wyprawy na Grenlandii, Islandii, w północnej Szwecji i Norwegii oraz na Spitsbergenie, w tym wejście na Górę Newtona.